# تحكم بالنزيف في حالات الطوارئ

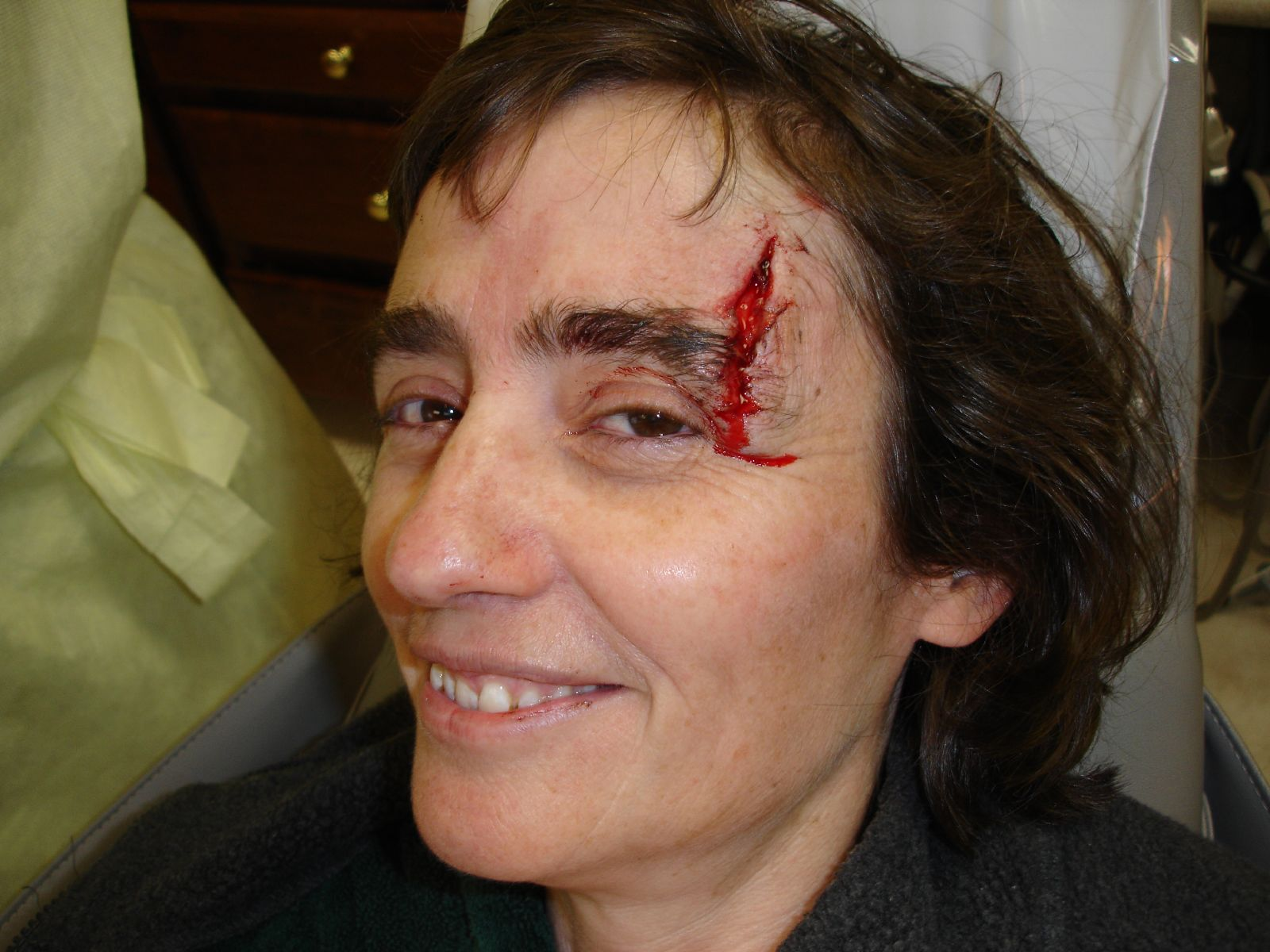
إصابة طفيفة في الرأس

هذا المقال يوضح الخطوات أو ماذا تفعل للتحكم في النزيف في حالة أصيب مريض إصابة خطرة أو ما إذا كان يعاني من حالة صحية تجعله معرض للنزيف. العديد من التقنيات المستخدمة في إيقاف النزيف يتم تعليمها كإسعافات أولية في الحالات الطارئة في جميع أنحاء العالم  أيضاً تستعمل بعض من التقنيات المتقدمة مثل العصابة «شريط يربط على مكان النزيف» وهو يستخدم من قبل المتخصصون بالمجال الصحي أو كخيار أخير لتجنب أو تخفيف المخاطر المرتبطة بالنزيف مثل احتمالية خسارة الطرف المصاب  ولكن يجب علينا أولاً التعرف على أنواع الجروح وأنواع النزيف لكي نعرف كيفية التعامل الصحيح معهما.

## أنواع الجروح
الجروح عادة تختلف عن بعضها البعض. قد تختلف في حجم الجرح (طوله) أو عمقه، وخصائص الجروح تختلف إما في الشكل أو قد تكون جروح مفتوحة أو مغلقة، وقد تكون مؤقتة أو مزمنة. وأكثر الجروح شيوعا:
- الشق (الجروح السطحية): هي تلك الجروح التي تكون حوافها مستقيمة وتحدث بفعل عامل خارجي مثل الجروح الناتجة من إستخدام السكين أو المشرطأو غيرهما من الأدوات الحادة أو قد تكون بسبب قطعة حادة من الزجاج.ومن النادر فقدان الأنسجة المصابة عند الإصابة بهذا النوع من الجروح، يتم خياطة الجرح عن طريقة طابقه لجلد المصاب ليتم اغلاقه ويعتمد ذلك على حجم الجرح وطوله.[4]
- التقرح: هذا النوع من الجروح يظهر بصوره خشنة على سطح الجلد وقد لا يكون إتجاه الجرح واحد بل سيكون متفرعاً.[5] غالباً يكون بسبب الحواف المسننة للأجسام مثل حواف الزجاج المكسور أو المعادن، لكن من الممكن أيضاً أن تكون بسبب أجسام غير حادة إذا ما ارتطمت بالأنسجة المغطية للعظام مباشرة كالمرفقين والركبتين.
- الثقوب: هي نوع من أنواع الجروح التي تخترق الجلد وتصل إلى أجزاء داخلية منه.[6] وهذا النوع من الجروح قد يظنه البعض بسيطا لأنها قد تكون صغيرة جداً بالشكل ولكن تمتد عميقاً لداخل الجسم فتتسبب بضرر للأعصاب والأوردة والشرايين وللأعضاء الداخليه للجسم. أو قد يسبب نزيف داخلي نتيجة اختراق الأداة للجسم أو قد تسبب إصابات كبيره داخل الجسم على سبيل المثال قد تصل الأداة إلى الرئة فتخترقها مما يؤدي إلى تدمير الرئة (أو ما يسمى بالاسترواح الصدري ) والدخول في العديد من المشكلات الصحية التي قد لا تظهر في الفحص الأولي. ومن الأمثلة على هذا النوع من الجروح الطعن بالسكين والطلق الناري.
- الخدوش: هي عبارة عن جروح سطحية جداً التي تؤثر على السطح الخارجي للبشرة فقط.[7] لا تتأثر الأعضاء الداخلية أو الأعصاب أو حتى الأوعية الدموية ولكن ستكون هناك إصابات طفيفة للشعيرات الدموية وغالباً تكون ناتجة عن احتكاك بسطح خشن أو السقوط مثل بعض أنواع الطفح الجلدي.
- الرضوض: وهي الكدمات البسيطة هذا النوع من الجروح يحدث فيه تلف للشعيرات الدموية والطبقات الداخلية من الجلد من دون أي اختراق لسطح الجلد.[8] ويظهر هذا النوع من الجروح على شكل ازرقاق تحت الجلد وقد يصاحبه القليل من التورم. غالباً لا يكون هناك فقد للدماء أو عواقب وخيمة له ولكن من الممكن أن تكون علامة على إصابات أخرى خطيرة للأعضاء الداخلية.
- الانسلاخ: هو نوع من أنواع الجروح العميقة التي يتم فيه اقتلاع السطح الخارجي ويتم الكشف عن الأعضاء الداخلية [9] وغالباً ما تحدث في الحوادث الميكانيكية وتصعب خياطته وإصلاحه.
- البتر: هو نوع شبيه للانسلاخ ولكن في هذه الحالة تتم خسارة العضو المصاب. في هذه الحالة من الأفضل حفظ الطرف المقطوع في مكان بارد ونقله إلى المستشفى ليرى الأخصائيون ما إذا كان بالإمكان خياطته وإعادته للجسم مرة أخرى.  - Types of wounds

Types of wounds
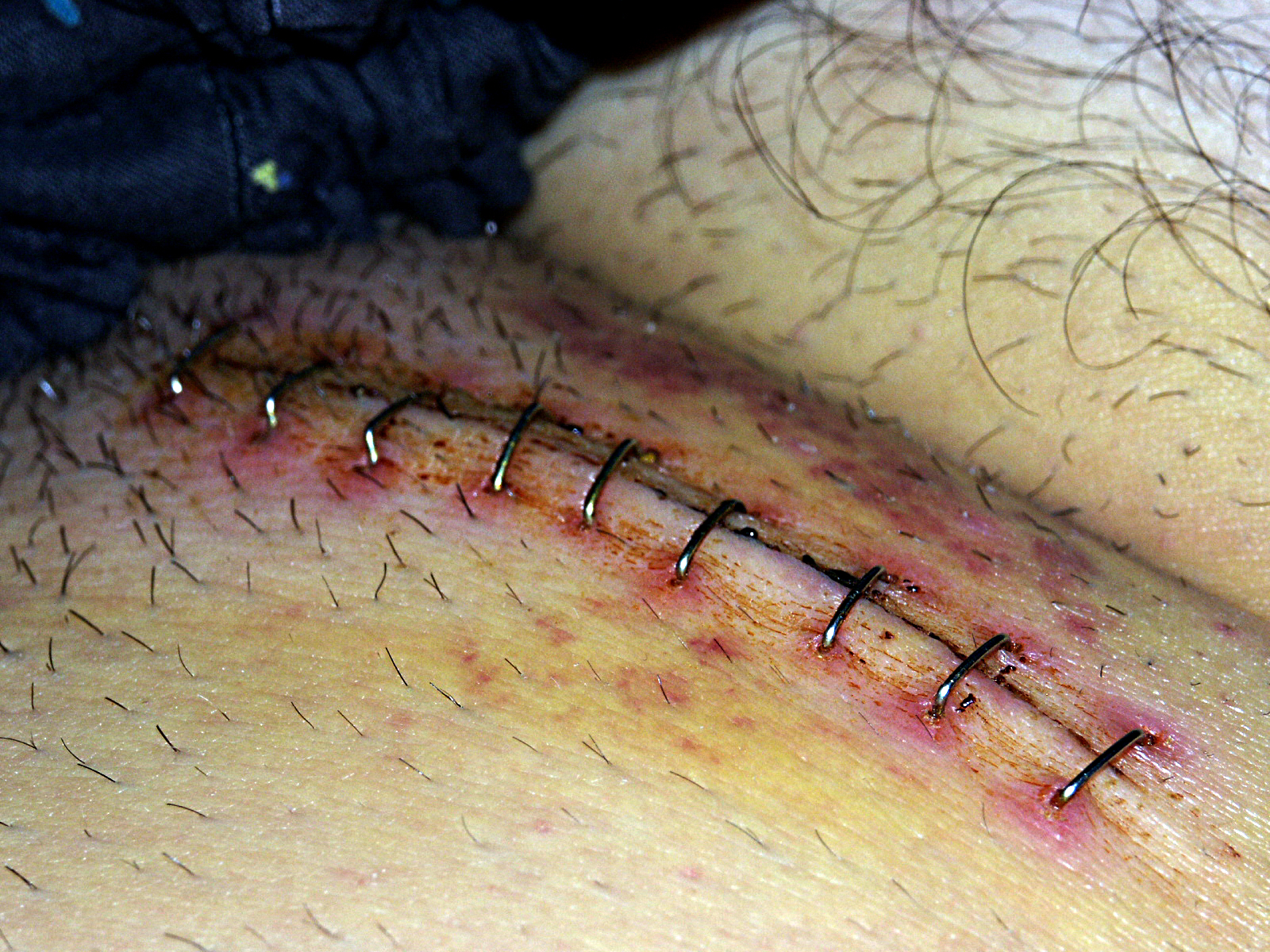
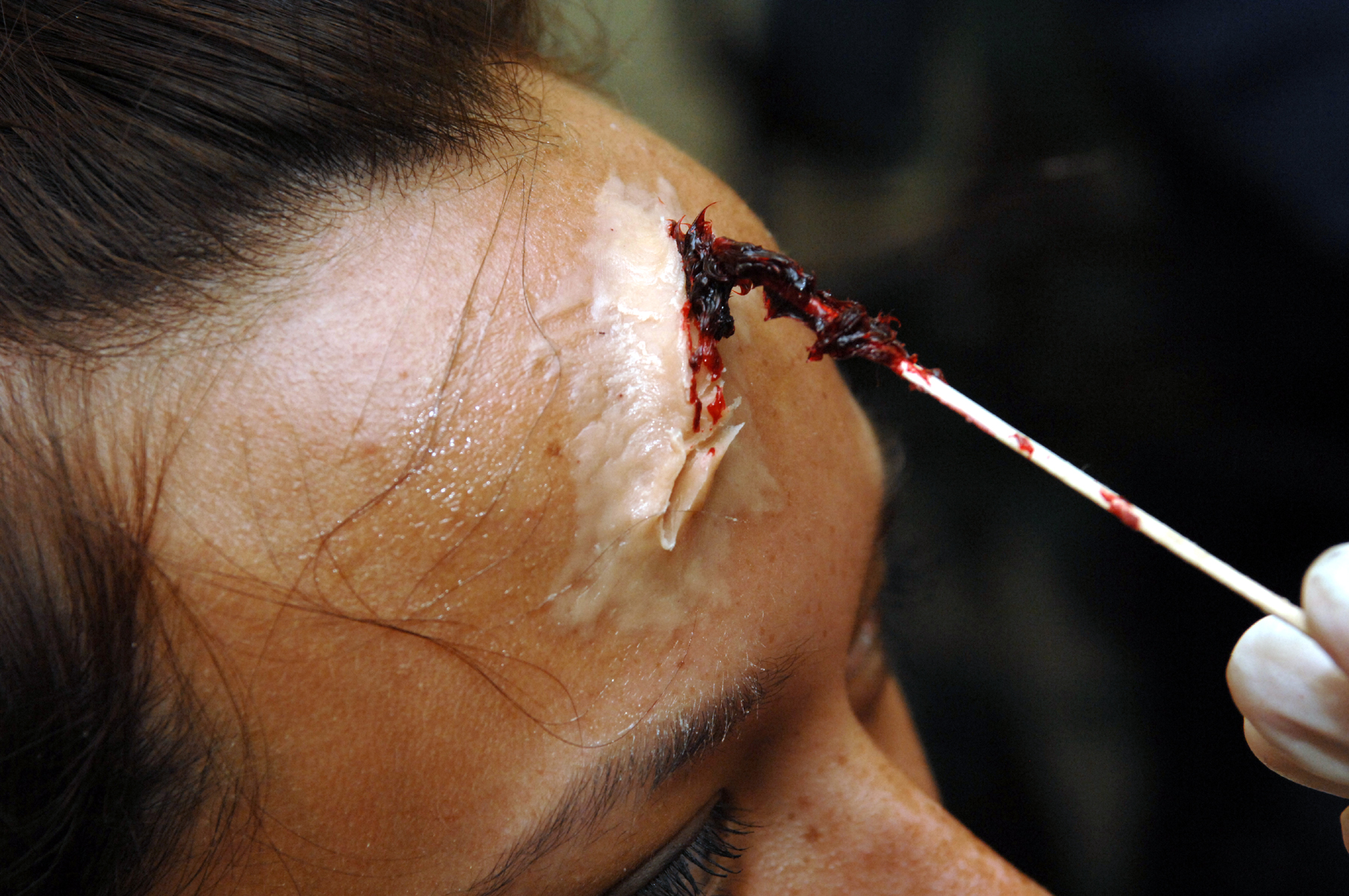
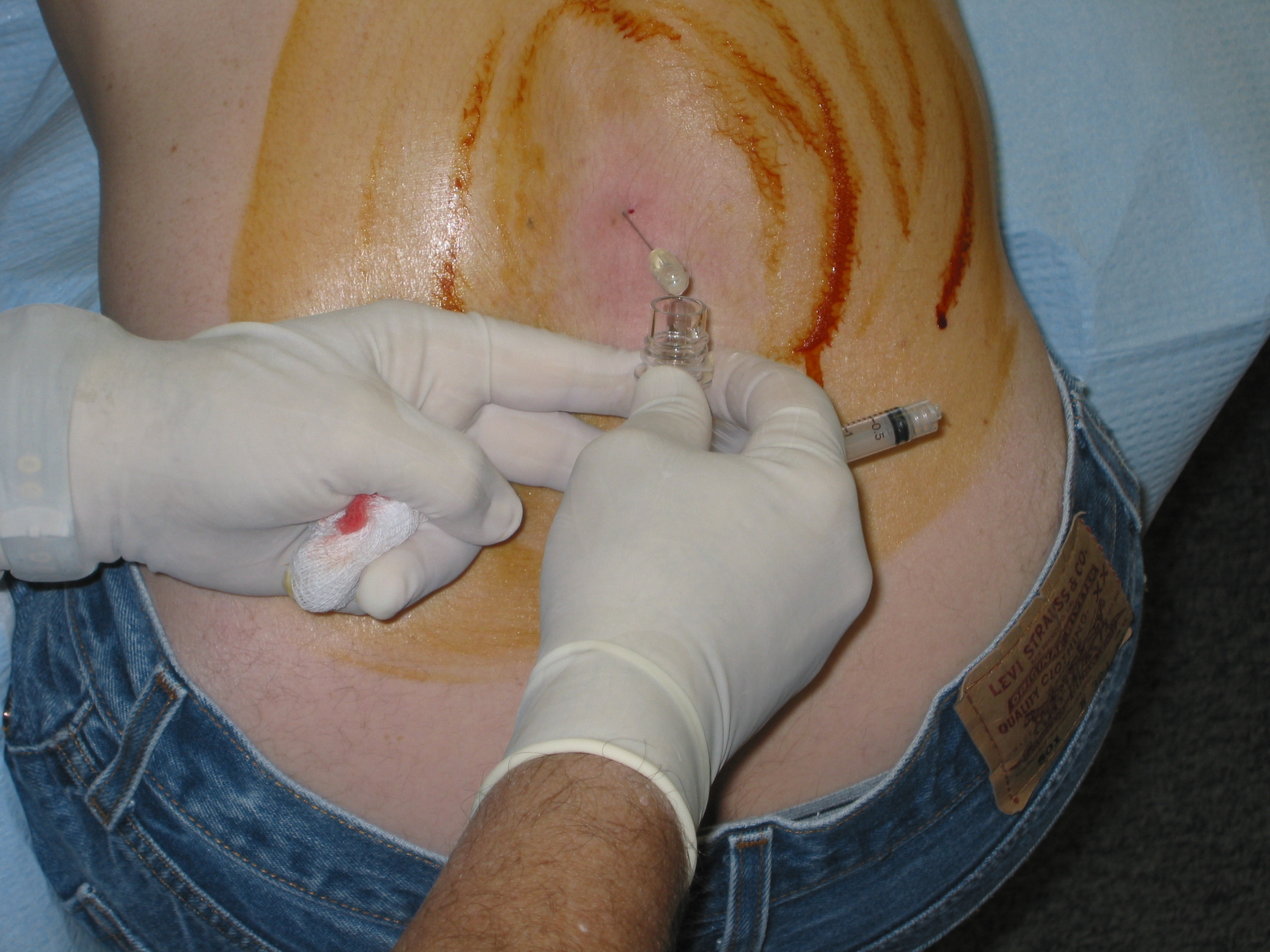
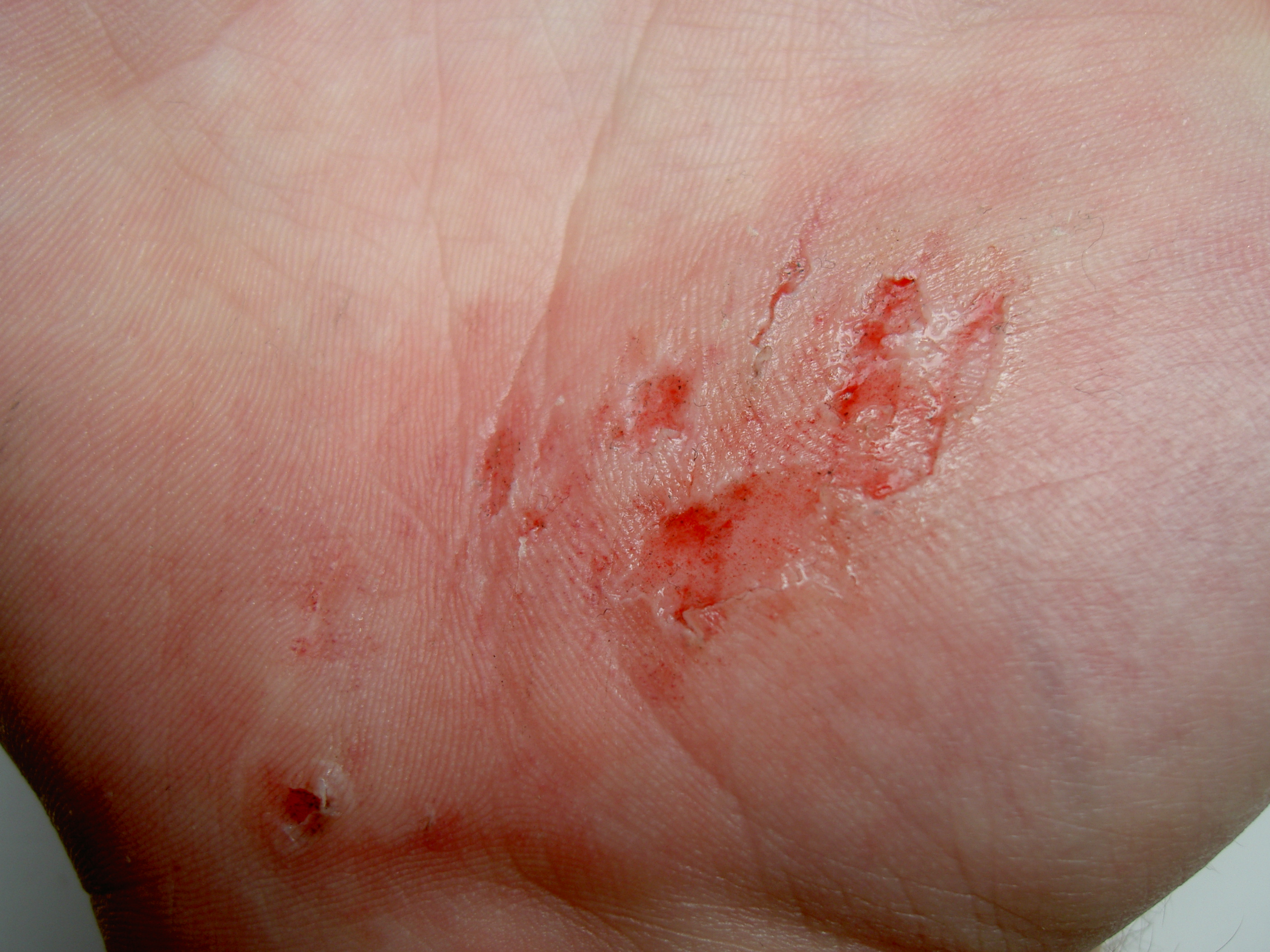
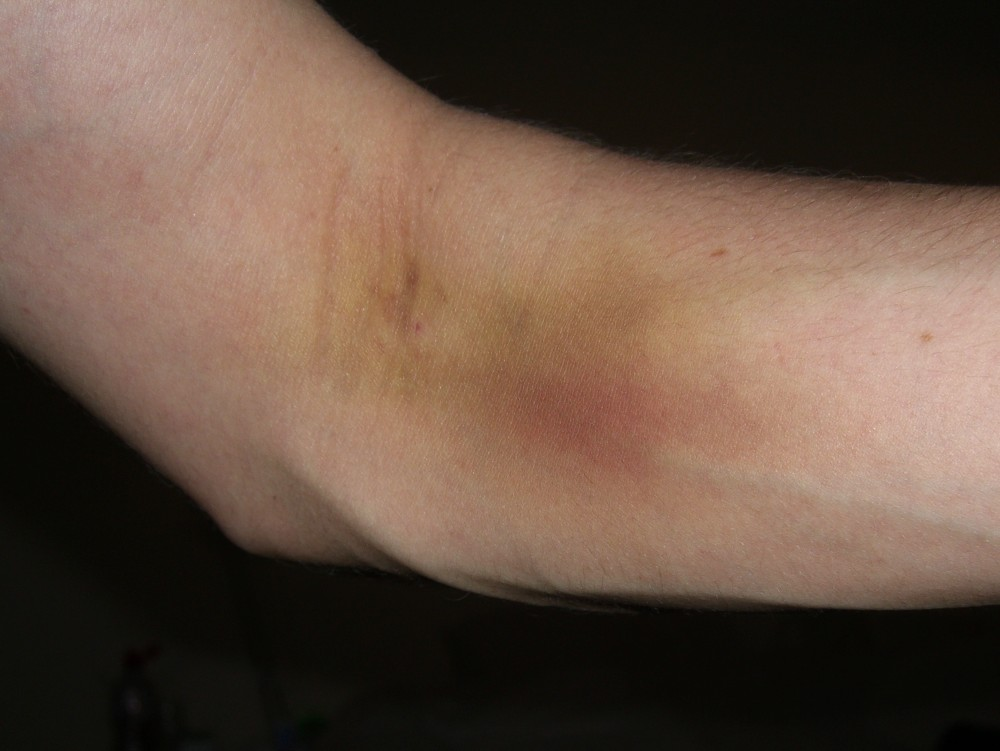

## إصابة الأوعية الدموية
النزيف الخارجي هو النزيف الذي يتم فيه تدفق الدم خارج الجسم، وهناك عدة أنواع للنزيف الخارجي من أهمها:
- النزيف الشرياني: وهو النزيف الذي يتم فيه تدفق الدم من الشرايين وهذا النوع من النزيف يتميز بلونه الأحمر الصافي المائل للصفرة قليلا وذلك بسبب أن الدم الموجود بالشرايين غني بالأكسجين. في هذه الحالة غالبا ما يكون النزيف بشكل مندفع ومفاجئ وليس بتدفق منسجم وثابت. بالإضافة إلى أن كيمة الدم المفقودة من الممكن أن تكون غزيرة وكثيفة وتحدث بسرعة كبيرة.[10]
- النزيف الوريدي: هو النزيف الذي يتم فيه تدفق الدم من الأوردة وفي هذا النوع من النزيف يكون لون الدم غامقا قريبًا للسواد نتيجة نقص كمية الأكسجين فيه. في هذه الحالة سيكون النزيف بشكل ثابت وتدفق منسجم. على الرغم من أن سرعة تدفق الدم الوريدي أخف من الشرياني إلا أنه من المهم الإشارة إلى أنه لا تزال كمية النزيف ستكون كبيرة وتحدث بصورة سريعة.
- نزيف الشعيرات: وهذا النوع من النزيف يحدث في الجروح السطحية مثل الخدوش، ويختلف لون الدم عن النوعين السابقين بالإضافة إلى أن تدفق الدم يحدث بصورة بطيئة.[11]

## التعامل مع الجروح الخارجية
تختلف طريقة التعامل والتحكم بالنزيف حسب نوع الجرح وكذلك يعتمد على المنطقة المتضررة كما يعتمد أيضا على وجود الجسم المسبب لهذا الجرح من عدمه كالرصاص أو الزجاج وغيرهما. ولكن من أهم اللأساسيات التي يجب تعلمها للتحكم بالنزيف هي كالتالي: 

### رفع العضو المصاب
طريقة رفع العضو المصاب كانت من أكثر الطرق اسخداما ومن أكثر الطرق الموصى بها للتحكم بالنزيف وبعض الأنظمة لازالت تستخدمها. ولكن بعض الدراسات الحديثة فشلت في إيجاد أي أدلة تثبت فعالية هذه الطريقة وتمت إزالتها من إرشادات الإسعافات الأولية في 2006.

### الضغط المباشر
الضغط المباشر على الجرح سيؤدي إلى حبس الأوعية الدموية يدويا، مما يساعد على إيقاف تدفق الدم. نوع واتجاه الجرح من الممكن أن يؤثر على الضغط، فعلى سبيل المثال الجروح على اليد إذا كانت على امتداد اتجاه اليد فمن الممكن أن تنفتح وتؤدي إلى نزيف أكبر إذا ما شدت قبضة اليد إلى الداخل وعلى النقيض فالجروح العرضية في اليد من الممكن أن يتوقف نزيفها إذا ما شدّت بنفس الطريقة. المريض من الأفضل أن يطبق الضغط المباشر على جروحه إذا ما كان قادر على ذلك. ومن الأفضل أن يكون ذلك باستخدام شاش طبي وقفازا طبيا معقما لتقليل فرص انتقال العدوى وانتشارها.

### نقاط الضغط

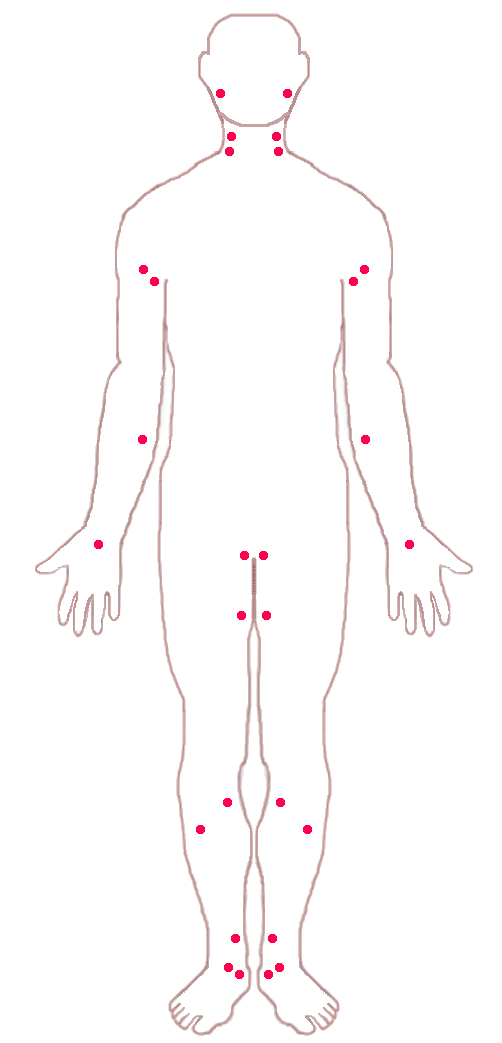
مواقع الضغط الشريانيه

في بعض الحالات عندما لا يجدي الضغط المباشر ولا أسلوب الرفع أي نتيجة أو عندما لا يكون ممكنا فعلهما ويكون الشخص عرضة للاستنزاف، بعض  الأنظمة التوجيهية أشادت باسخدام القبض والضغط المباشر على الشرايين الرئيسية المغذية للعضو أو المنطقة المصابة لايقاف تدفق الدم للجزء المصاب بالكامل. وتطبق هذه الطريقة بالعادة بالأماكن التي يكون الإحساس فيها بالنبض ممكنا كما في الشريان الفخذي. ولكن هنالك أيضا مخاطر باستخدام هذه الطريقة منها موت الخلايا وتعفنها في المنطقة المنقطع عنها الدم لذلك وجهت أغلب الأنظمة بأن لا تطول مدة القبض والضغط أكثر من 10 دقائق. وهنالك أيضا خطر كبير إذا ما كانت الإصابة في الشريان السباتي في الرقبة حيث أن القبض والضغط ومنع الدم عن الدماغ سيؤدي إلى نقص الأكسجين في الدماغ وبالتالي سيؤدي إلى التسبب بسكتة دماغية أو تلف في الدماغ في دقائق معدودة. وأيضا الضغط على الشريان السباتي من الممكن ان يسبب همهمه غير معروفه بسبب ضعف دقات القلب، والذي من الممكن ان يسبب في النهاية إلى توقف القلب. بالاضافه إلى ان هنالك مخاطر أخرى في استخدام طرق القبض والضغط من الممكن ان يؤدي إلى انحلال الربيدات الاجهادي والذي يعني تراكم السموم في المنطقة التي يتم الضغط عليها مما سيؤدي إلى الفشل الكلوي إذا ما عاد هذا الدم المتسمم إلى مجرى الدم الرئيسي مرةً أخرى.

#### الرعاف
الرعاف أو نزيف الأنف هو حالة خاصة حيث أنه تقريبا كل مقدمي الإسعافات الأولية يقدمون تدريبا لكيفية استخدام الضغط. والموقع الألف للضغط في هذه الحالة هو في المنطقة العريضة اللينة من الأنف حيث يجب الضغط على الشعيرات الدموية بشكل كافي لإيقاف النزيف. على الرغم من ذلك هذه الطريقة بالتأكيد لن تجدي إذا ما كان النزيف ناتجا من البلعوم أو من القنوات الدمعية.

### العصابة
هناك أيضا طريقة إخرى لإيقاف تدفق الدم وهي باستخدام العصابة - ويتم ربطها بإحكام حول العضو المصاب لايقاف تدفق الدم اليه. على الرغم من استخدامها في الطوارئ جدا محدود ونادر إلا أنها تستخدم بشكل روتيني ودائم في عمليات سحب الدم البسيطة وذلك لتحديد مواقع الأوردة لإدخال الإبر.
بالإضافة إلى المشاكل المحتملة التي تتبع إيقاف النزيف باستخدام العصابة إلا أنها غالبا ما تفشل للوصول للقوه الكافية لإيقاف النزيف العضو، وكنتيجة لذلك العصابة لا تفشل فقط في إيقاف النزيف ولكن أيضا من المحتمل أن تزيد النريف بإتلاف الأوردة المجاورة المجاورة.

### عوامل التجلط
بعض الأنظمة تدعوا لاستخدام عوامل تسريع التجلط، والتي من الممكن أن تستخدم إما خارجيا كالبودرة أو الجل، أو داخليا كالحقنة الوريدية. ويمكن أن تكون هذه الإجراءات مفيدو جدا في حالة عدم تجلط الدم لوقت طويل، والتي من الممكن أن تكون بفعل مسبب خارجي مثل حجم الجرح أو أسباب طبية أخرى مثل مرض سيولة الدم.

## التعامل مع الجروح الداخلية
غالبا ما يكون التعامل مع الجروح الداخلية أصعب منها في التعامل مع الجروح الخارجية، على الرغم من أنها غالبا ما تكون بفعل مسبب خارجي. وتشمل المخاطر الرئيسية للنزيف الداخلي على نقصان الدم في الدماغ مما يؤدي إلى الاستنزاف وبالتالي يسبب الاندحاس القلبي أوالصدر المدمى للرئتين. تمدد الأوعية الدموية للشريان الأبهر هي حالة خاصة عندما يتمزق الشريان الأبهر «وهو الشريان الأكبر والرئيسي للجسم» بسبب ضعف فطري أو وراثي. وهذه واحدة من أخطر الحالات الطبية الطارئة التي من الممكن أن يواجهها المريض، حيث أن العلاج الوحيد لهذه الحالة هو أن يتم إجراء العملية له على الفور. وعلى الرغم من الجهود المبذولة في هذه الحالة إلا أن ارتفاع ضغط الدم أو أي حركة مفاجئة من الممكن أن تتسبب بفشل ذريع 
في حالة كان النزيف ناتج من مصدر خارجي كالصدمات أو الرضوض فإن المريض غالبا ما يوضع مائلا أو محنياً على جانبه المصاب، للتأكد من أن الجانب الآخر سليم تماما وقادر على العمل بدون تداخل الدم فيه.
في نطاق الإسعافات الأولية البسيطة يكون علاج النزيف الداخلي محدود ولكن يجب على كل مسعف أن يأخذ بالاعتبار أن النزيف الداخلي من الممكن أن يهدد حياة الشخص المصاب. لذلك يجب أن يؤخذ على وجه السرعة إلى المستشفى لآن العلاج الوحيد للمريض بهذه الحالة هو العمليات الجراحية.